# 완코소바

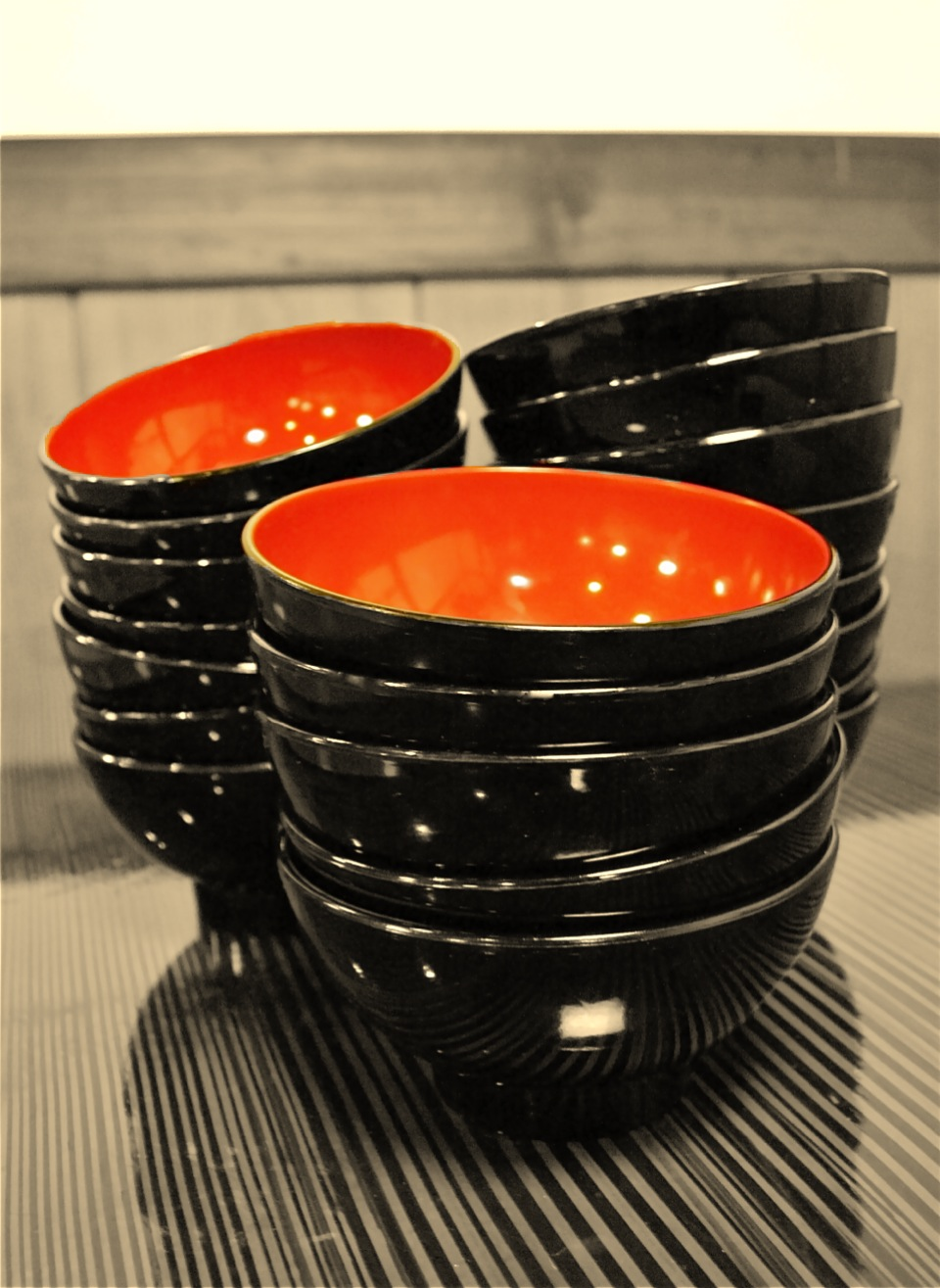
완코소바

완코소바(일본어: わんこそば)는 일본 이와테현 (하나마키시, 모리오카시)에 전해지는 소바의 일종이다.
나가노현의 도가쿠시소바, 시마네현의 이즈모 소바와 함께, 일본 3대 소바로 불리고 있다.